# Liga dos Campeões da UEFA de 2015–16 – Fase Final
A Fase Final da Liga dos Campeões da UEFA de 2015–16 foi disputada entre 16 de fevereiro de 2016 e 28 de maio de 2016, dia da final que foi disputada no São Siro, Milão na Itália. Um total de 16 equipes participam nesta fase.

## Calendário
Todos os sorteios são realizados na sede da UEFA em Nyon, Suíça.
| Fase       | Rodada           | Data do sorteio        | Partida de ida                        | Partida de volta                      |
| ---------- | ---------------- | ---------------------- | ------------------------------------- | ------------------------------------- |
| Fase final | Oitavas de final | 14 de dezembro de 2015 | 16–17 & 23–24 de fevereiro de 2016    | 8–9 & 15–16 de março de 2016          |
| Fase final | Quartas de final | 18 de março de 2016    | 5–6 de abril de 2016                  | 12–13 de abril de 2016                |
| Fase final | Semifinais       | 15 de abril de 2016    | 26–27 de abril de 2016                | 3–4 de Maio de 2016                   |
| Fase final | Final            | 15 de abril de 2016    | 28 de maio de 2016 no São Siro, Milão | 28 de maio de 2016 no São Siro, Milão |

## Equipes classificadas
| Grupo | Líderes de grupo   | Vice-líderes de grupo |
| ----- | ------------------ | --------------------- |
| A     | Real Madrid        | Paris Saint-Germain   |
| B     | Wolfsburg          | PSV Eindhoven         |
| C     | Atlético de Madrid | Benfica               |
| D     | Manchester City    | Juventus              |
| E     | Barcelona          | Roma                  |
| F     | Bayern de Munique  | Arsenal               |
| G     | Chelsea            | Dínamo de Kiev        |
| H     | Zenit              | Gent                  |

## Oitavas de final
O sorteio para as oitavas de final ocorreu em 14 de dezembro de 2015. As partidas de ida serão disputadas em 16, 17, 23 e 24 de fevereiro de 2016, e as partidas de volta serão disputadas em 8, 9, 15 e 16 de março de 2016.
| Equipe 1            | Total       | Equipe 2           | 1.º jogo | 2.º jogo  |
| ------------------- | ----------- | ------------------ | -------- | --------- |
| Gent                | 2–4         | Wolfsburg          | 2–3      | 0–1       |
| Roma                | 0–4         | Real Madrid        | 0–2      | 0–2       |
| Paris Saint-Germain | 4–2         | Chelsea            | 2–1      | 2–1       |
| Arsenal             | 1–5         | Barcelona          | 0–2      | 1-3       |
| Juventus            | 4–6         | Bayern de Munique  | 2–2      | 2–4 (pro) |
| PSV Eindhoven       | 0–0 (7–8 p) | Atlético de Madrid | 0–0      | 0–0 (pro) |
| Benfica             | 3–1         | Zenit              | 1–0      | 2–1       |
| Dínamo de Kiev      | 1–3         | Manchester City    | 1–3      | 0–0       |

### Partidas de ida
| 16 de fevereiro de 2016 | Benfica     | 1 – 0     | Zenit | Estádio da Luz, Lisboa                       |
| 20:45                   | Jonas 90+1' | Relatório |       | Público: 48 615 Árbitro: ITA Gianluca Rocchi |

| 16 de fevereiro de 2016 | Paris Saint-Germain          | 2 – 1     | Chelsea     | Estádio Parc des Princes, Paris                      |
| 20:45                   | Ibrahimović 39' · Cavani 78' | Relatório | Mikel 45+1' | Público: 46 505 Árbitro: ESP Carlos Velasco Carballo |

| 17 de fevereiro de 2016 | Gent                     | 2 – 3     | Wolfsburg                    | Ghelamco Arena, Gante                          |
| 20:45                   | Kums 80' · Coulibaly 89' | Relatório | Draxler 44', 54' · Kruse 60' | Público: 19 978 Árbitro: NOR Svein Oddvar Moen |

| 17 de fevereiro de 2016 | Roma | 0 – 2     | Real Madrid            | Estádio Olímpico, Roma                      |
| 20:45                   |      | Relatório | Ronaldo 57' · Jesé 86' | Público: 55 612 Árbitro: CZE Pavel Královec |

| 23 de fevereiro de 2016 | Arsenal | 0 – 2     | Barcelona            | Emirates Stadium, Londres                 |
| 20:45                   |         | Relatório | Messi 71', 83' (pen) | Público: 59 889 Árbitro: TUR Cüneyt Çakır |

| 23 de fevereiro de 2016 | Juventus                 | 2 – 2     | Bayern de Munique       | Juventus Stadium, Turim                      |
| 20:45                   | Dybala 62' · Sturaro 75' | Relatório | Müller 41' · Robben 54' | Público: 41 332 Árbitro: ENG Martin Atkinson |

| 24 de fevereiro de 2016 | Dínamo de Kiev | 1 – 3     | Manchester City                    | Estádio Olímpico, Kiev                           |
| 20:45                   | Buyalskyi 59'  | Relatório | Agüero 15' · Silva 40' · Touré 90' | Público: 53 691 Árbitro: ESP Antonio Mateu Lahoz |

| 24 de fevereiro de 2016 | PSV Eindhoven | 0 – 0     | Atlético de Madrid | Philips Stadion, Eindhoven                  |
| 20:45                   |               | Relatório |                    | Público: 34 948 Árbitro: ITA Daniele Orsato |

### Partidas de volta
| 8 de março de 2016 | Wolfsburg    | 1 – 0     | Gent | Volkswagen Arena, Wolfsburg                |
| 20:45              | Schürrle 74' | Relatório |      | Público: 23 475 Árbitro: SVN Damir Skomina |

Wolfsburg venceu por 4–2 no placar agregado e avançou a próxima fase.
| 8 de março de 2016 | Real Madrid                 | 2 – 0     | Roma | Estádio Santiago Bernabéu, Madrid             |
| 20:45              | Ronaldo 64' · Rodríguez 68' | Relatório |      | Público: 76 654 Árbitro: POL Szymon Marciniak |

Real Madrid venceu por 4–0 no placar agregado e avançou a próxima fase.
| 9 de março de 2016 | Zenit    | 1 – 2     | Benfica                    | Estádio Petrovsky, São Petersburgo         |
| 18:00              | Hulk 69' | Relatório | Gaitán 85' · Talisca 90+6' | Público: 17 688 Árbitro: HUN Viktor Kassai |

Benfica venceu por 3–1 no placar agregado e avançou a próxima fase.
| 9 de março de 2016 | Chelsea         | 1 – 2     | Paris Saint-Germain          | Stamford Bridge, Londres                 |
| 20:45              | Diego Costa 27' | Relatório | Rabiot 16' · Ibrahimović 67' | Público: 37 591 Árbitro: GER Felix Brych |

Paris Saint-Germain venceu por 4–2 no placar agregado e avançou a próxima fase.
| 15 de março de 2016 | Manchester City | 0 – 0     | Dínamo de Kiev | City of Manchester Stadium, Manchester      |
| 20:45               |                 | Relatório |                | Público: 43 630 Árbitro: ROU Ovidiu Haţegan |

Manchester City venceu por 3–1 no placar agregado e avançou a próxima fase.
| 15 de março de 2016 | Atlético de Madrid | 0 – 0 (pro) | PSV Eindhoven | Estádio Vicente Calderón, Madrid              |
| 20:45               |                    | Relatório   |               | Público: 50 135 Árbitro: ENG Mark Clattenburg |

|                                                              |       | Penalidades                                                       |  |
| Griezmann Gabi Koke Saúl Torres Giménez Filipe Luís Juanfran | 8 – 7 | van Ginkel Guardado Pröpper Bruma Moreno Lestienne Arias Narsingh |  |

0–0 no placar agregado. Atlético de Madrid venceu na disputa por pênaltis e avançou a próxima fase.
| 16 de março de 2016 | Bayern de Munique                                                   | 4 – 2 (pro) | Juventus                | Allianz Arena, Munique                      |
| 20:45               | Lewandowski 73' · Müller 90+1' · Thiago Alcántara 108' · Coman 110' | Relatório   | Pogba 5' · Cuadrado 28' | Público: 70 000 Árbitro: SWE Jonas Eriksson |

Bayern de Munique venceu por 6–4 no placar agregado e avançou a próxima fase.
| 16 de março de 2016 | Barcelona                           | 3 – 1     | Arsenal    | Camp Nou, Barcelona                         |
| 20:45               | Neymar 18' · Suárez 65' · Messi 88' | Relatório | Elneny 51' | Público: 76 092 Árbitro: RUS Sergei Karasev |

Barcelona venceu por 5–1 no placar agregado e avançou a próxima fase.

## Quartas de final
O sorteio para as quartas de final ocorreu em 18 de março de 2016. As partidas de ida serão disputadas em 5 e 6 de abril de 2016, e as partidas de volta em 12 e 13 de abril de 2016.
| Equipe 1            | Total | Equipe 2           | 1.º jogo | 2.º jogo |
| ------------------- | ----- | ------------------ | -------- | -------- |
| Bayern de Munique   | 3–2   | Benfica            | 1–0      | 2–2      |
| Barcelona           | 2–3   | Atlético de Madrid | 2–1      | 0–2      |
| Wolfsburg           | 2–3   | Real Madrid        | 2–0      | 0–3      |
| Paris Saint-Germain | 2–3   | Manchester City    | 2–2      | 0–1      |

### Partidas de ida
| 5 de abril de 2016 | Bayern de Munique | 1 – 0     | Benfica | Allianz Arena, Munique                        |
| 20:45              | Vidal 2'          | Relatório |         | Público: 70 000 Árbitro: POL Szymon Marciniak |

| 5 de abril de 2016 | Barcelona       | 2 – 1     | Atlético de Madrid | Camp Nou, Barcelona                      |
| 20:45              | Suárez 63', 74' | Relatório | Torres 25'         | Público: 88 534 Árbitro: GER Felix Brych |

| 6 de abril de 2016 | Wolfsburg                        | 2 – 0     | Real Madrid | Volkswagen Arena, Wolfsburg                  |
| 20:45              | Rodríguez 18' (pen) · Arnold 25' | Relatório |             | Público: 26 400 Árbitro: ITA Gianluca Rocchi |

| 6 de abril de 2016 | Paris Saint-Germain          | 2 – 2     | Manchester City                 | Estádio Parc des Princes, Paris            |
| 20:45              | Ibrahimović 41' · Rabiot 59' | Relatório | De Bruyne 38' · Fernandinho 72' | Público: 47 228 Árbitro: SRB Milorad Mažić |

### Partidas de volta
| 12 de abril de 2016 | Manchester City | 1 – 0     | Paris Saint-Germain | City of Manchester Stadium, Manchester               |
| 20:45               | De Bruyne 76'   | Relatório |                     | Público: 53 039 Árbitro: ESP Carlos Velasco Carballo |

Manchester City venceu por 3–2 no placar agregado e avançou a próxima fase.
| 12 de abril de 2016 | Real Madrid           | 3 – 0     | Wolfsburg | Estádio Santiago Bernabéu, Madrid          |
| 20:45               | Ronaldo 16', 17', 77' | Relatório |           | Público: 76 684 Árbitro: HUN Viktor Kassai |

Real Madrid venceu por 3–2 no placar agregado e avançou a próxima fase.
| 13 de abril de 2016 | Benfica                   | 2 – 2     | Bayern de Munique      | Estádio da Luz, Lisboa                     |
| 20:45               | Jiménez 27' · Talisca 76' | Relatório | Vidal 38' · Müller 52' | Público: 63 235 Árbitro: NED Björn Kuipers |

Bayern de Munique venceu por 3–2 no placar agregado e avançou a próxima fase.
| 13 de abril de 2016 | Atlético de Madrid       | 2 – 0     | Barcelona | Estádio Vicente Calderón, Madrid            |
| 20:45               | Griezmann 36', 88' (pen) | Relatório |           | Público: 52 851 Árbitro: ITA Nicola Rizzoli |

Atlético de Madrid venceu por 3–2 no placar agregado e avançou a próxima fase.

## Semifinais
O sorteio para as semifinais e final ocorreu em 15 de abril de 2016. As partidas de ida serão disputadas em 26 e 27 de abril de 2016, e as partidas de volta serão disputadas em 3 e 4 de maio de 2016.
| Equipe 1           | Total    | Equipe 2          | 1.º jogo | 2.º jogo |
| ------------------ | -------- | ----------------- | -------- | -------- |
| Manchester City    | 0–1      | Real Madrid       | 0–0      | 0–1      |
| Atlético de Madrid | 2–2 (gf) | Bayern de Munique | 1–0      | 1–2      |

### Partidas de ida
| 26 de abril de 2016 | Manchester City | 0 – 0     | Real Madrid | City of Manchester Stadium, Manchester    |
| 20:45               |                 | Relatório |             | Público: 52 221 Árbitro: TUR Cüneyt Çakır |

| 27 de abril de 2016 | Atlético de Madrid | 1 – 0     | Bayern de Munique | Estádio Vicente Calderón, Madrid              |
| 20:45               | Saúl 11'           | Relatório |                   | Público: 52 127 Árbitro: ENG Mark Clattenburg |

### Partidas de volta
| 3 de maio de 2016 | Bayern de Munique            | 2 – 1     | Atlético de Madrid | Allianz Arena, Munique                    |
| 20:45             | Alonso 31' · Lewandowski 74' | Relatório | Griezmann 54'      | Público: 70 000 Árbitro: TUR Cüneyt Çakır |

2–2 no placar agregado. Atlético de Madrid avançou a final pela regra do gol fora de casa.
| 4 de maio de 2016 | Real Madrid  | 1 – 0     | Manchester City | Estádio Santiago Bernabéu, Madrid          |
| 20:45             | Fernando 20' | Relatório |                 | Público: 78 300 Árbitro: SVN Damir Skomina |

Real Madrid venceu por 1–0 no placar agregado e avançou a final.

## Final
A final foi disputada em 28 de maio de 2016, no San Siro em Milão, Itália.
| 28 de maio de 2016 | Real Madrid | 1 – 1 (pro) | Atlético de Madrid | San Siro, Milão                               |
| 20:45              | Ramos 15'   | Relatório   | Carrasco 79'       | Público: 71 942 Árbitro: ENG Mark Clattenburg |

|                                    |       | Penalidades                    |  |
| Vásquez Marcelo Bale Ramos Ronaldo | 5 – 3 | Griezmann Gabi Ñíguez Juanfrán |  |